# 奧爾加納峰

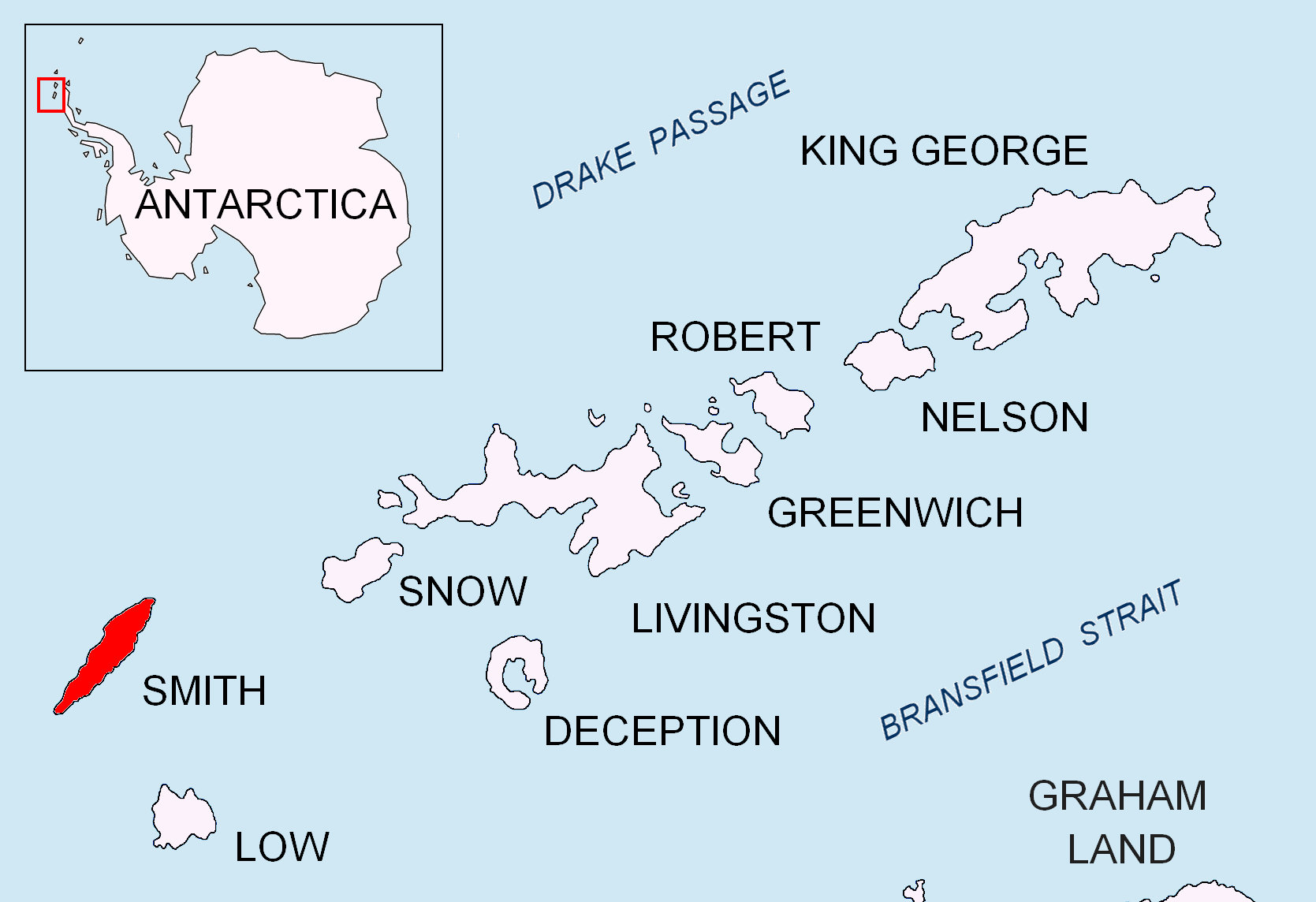

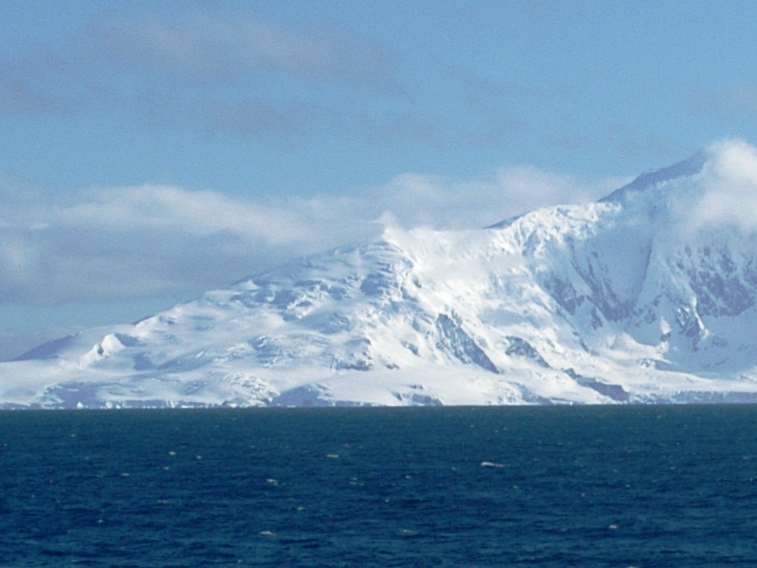

奧爾加納峰（英語：Organa Peak）是南極洲的山峰，位於南設得蘭群島的史密斯島，屬於伊梅昂山脈的一部分，海拔高度1,270米，處於詹姆士角東北面6.8公里、里格斯峰西南面1.85公里。

## 外部連結
- SCAR Composite Antarctic Gazetteer（页面存档备份，存于）

63°03′02″S 62°37′47″W / 63.05056°S 62.62972°W